# Верхний Куяльник
Верхний Куяльник (укр. Верхній Куяльник) — село, относится к Ивановскому району Одесской области Украины.
Население по переписи 2001 года составляло 196 человек. Почтовый индекс — 67204. Телефонный код — 4854. Занимает площадь 4,825 км². Код КОАТУУ — 5121881205.

## Местный совет
67251, Одесская обл., Ивановский р-н, с. Бузиново, ул. Ленина, 109